# Seznam medailistů na mistrovství Evropy – koule
Toto je kompletní seznam medailistů ve vrhu koulí na mistrovství Evropy v atletice mužů od roku 1934 do současnosti.

## Muži
| Rok  | Místo     | Zlato                            | Výkon vítěze                     | Stříbro                          | Bronz                            |
| ---- | --------- | -------------------------------- | -------------------------------- | -------------------------------- | -------------------------------- |
| 1934 | Turín     | Arnold Viiding                   | 15,19                            | Risto Kuntsi                     | František Douda                  |
| 1938 | Paříž     | Aleksander Kreek                 | 15,83                            | Gerhard Stöck                    | Hans Woellke                     |
| 1946 | Oslo      | Gunnar Huseby                    | 15,56                            | Dmitrij Gorjanov                 | Yrjö Lehtilä                     |
| 1950 | Brusel    | Gunnar Huseby                    | 16,74                            | Angiolo Profeti                  | Otto Grigalka                    |
| 1954 | Bern      | Jiří Skobla                      | 17.20                            | Otto Grigalka                    | Heino Heinaste                   |
| 1958 | Stockholm | Arthur Rowe                      | 17,78                            | Viktor Lipsnis                   | Jiří Skobla                      |
| 1962 | Bělehrad  | Vilmos Varjú                     | 19,02                            | Viktor Lipsnis                   | Alfred Sosgórnik                 |
| 1966 | Budapešť  | Vilmos Varjú                     | 19,43                            | Nikolaj Karasjov                 | Władysław Komar                  |
| 1969 | Athény    | Dieter Hoffmann                  | 20,12                            | Heinz-Joachim Rothenburg         | Hans-Peter Gies                  |
| 1971 | Helsinky  | Hartmut Briesenick               | 21,08                            | Heinz-Joachim Rothenburg         | Władysław Komar                  |
| 1974 | Řím       | Hartmut Briesenick               | 20,50                            | Ralf Reichenbach                 | Geoff Capes                      |
| 1978 | Praha     | Udo Beyer                        | 21,08                            | Alexandr Baryšnikov              | Wolfgang Schmidt                 |
| 1982 | Athény    | Udo Beyer                        | 21,50                            | Jānis Bojārs                     | Remigius Machura                 |
| 1986 | Stuttgart | Werner Günthör                   | 22,22                            | Ulf Timmermann                   | Udo Beyer                        |
| 1990 | Split     | Ulf Timmermann                   | 21,32                            | Oliver-Sven Buder                | Georg Andersen                   |
| 1994 | Helsinky  | Oleksandr Klymenko               | 20,78                            | Oleksandr Bahač                  | Roman Virasťjuk                  |
| 1998 | Budapešť  | Oleksandr Bahač                  | 21,17                            | Oliver-Sven Buder                | Jurij Bilonoh                    |
| 2002 | Mnichov   | Jurij Bilonoh                    | 21,37                            | Joachim Olsen                    | Ralf Bartels                     |
| 2006 | Göteborg  | Ralf Bartels                     | 21,13                            | Andrej Michněvič                 | Joachim Olsen                    |
| 2010 | Barcelona | Andrej Michněvič                 | 21,01                            | Tomasz Majewski                  | Ralf Bartels                     |
| 2012 | Helsinky  | David Storl                      | 21,58                            | Rutger Smith                     | Asmir Kolašinac                  |
| 2014 | Curych    | David Storl                      | 21,41                            | Borja Vivas                      | Tomasz Majewski                  |
| 2016 | Amsterdam | David Storl                      | 21,31                            | Michał Haratyk                   | Tsanko Arnaudov                  |
| 2018 | Berlín    | Michał Haratyk                   | 21,72                            | Konrad Bukowiecki                | David Storl                      |
| 2020 | Paříž     | zrušeno kvůli pandemii covidu-19 | zrušeno kvůli pandemii covidu-19 | zrušeno kvůli pandemii covidu-19 | zrušeno kvůli pandemii covidu-19 |
| 2022 | Mnichov   | Filip Mihaljević                 | 21,88                            | Armin Sinančević                 | Tomáš Staněk                     |
| 2024 | Řím       | Leonardo Fabbri                  | 22,45 RM                         | Filip Mihaljević                 | Michał Haratyk                   |

## Ženy
| Rok  | Místo     | Zlato                            | Výkon vítěze                     | Stříbro                          | Bronz                            |
| ---- | --------- | -------------------------------- | -------------------------------- | -------------------------------- | -------------------------------- |
| 1938 | Vídeň     | Hermine Schröderová              | 13,29                            | Gisela Mauermayerová             | Wanda Flakowiczová               |
| 1946 | Oslo      | Taťána Sevrjokovová              | 14,16                            | Micheline Ostermeyerová          | Amelia Piccininiová              |
| 1950 | Brusel    | Anna Andrejevová                 | 14,32                            | Klavdija Točenovová              | Micheline Ostermeyerová          |
| 1954 | Bern      | Galina Zybinová                  | 15,65                            | Marija Kuzněcovová               | Tamara Tyškevičová               |
| 1958 | Stockholm | Marianne Wernerová               | 15,74                            | Tamara Tyškevičová               | Tamara Pressová                  |
| 1962 | Bělehrad  | Tamara Pressová                  | 18,55                            | Renate Garischová-Culmbergerová  | Galina Zybinová                  |
| 1966 | Budapešť  | Naděžda Čižovová                 | 17,22                            | Margitta Gummelová               | Marita Langeová                  |
| 1969 | Athény    | Naděžda Čižovová                 | 20,43                            | Margitta Gummelová               | Marita Langeová                  |
| 1971 | Helsinky  | Naděžda Čižovová                 | 20,16                            | Marita Langeová                  | Margitta Gummelová               |
| 1974 | Řím       | Naděžda Čižovová                 | 20,78                            | Marianne Adamová                 | Helena Fibingerová               |
| 1978 | Praha     | Ilona Slupianeková               | 21,41                            | Helena Fibingerová               | Margitta Droeseová               |
| 1982 | Athény    | Ilona Slupianeková               | 21,59                            | Helena Fibingerová               | Nunu Abašidzeová                 |
| 1986 | Stuttgart | Heidi Kriegerová                 | 21,10                            | Ines Müllerová                   | Natalja Achrimenková             |
| 1990 | Split     | Astrid Kumbernussová             | 20,38                            | Natalja Lisovská                 | Kathrin Neimkeová                |
| 1994 | Helsinky  | Vita Pavlyšová                   | 19,61                            | Astrid Kumbernussová             | Světla Mitkovová                 |
| 1998 | Budapešť  | Vita Pavlyšová                   | 21,69 RM                         | Irina Koržaněnková               | Janina Karolčiková               |
| 2002 | Mnichov   | Irina Koržaněnková               | 20,64                            | Vita Pavlyšová                   | Světlana Kriveljovová            |
| 2006 | Göteborg  | Natalja Michněvičová             | 19,43                            | Nadzeja Astapčuková              | Petra Lammertová                 |
| 2010 | Barcelona | Nadzeja Astapčuková              | 20,48                            | Natalja Michněvičová             | Anna Avdějevová                  |
| 2012 | Helsinky  | Nadine Kleinertová               | 19,18                            | Irina Tarasovová                 | Chiara Rosaová                   |
| 2014 | Curych    | Christina Schwanitzová           | 19,90                            | Anita Mártonová                  | Julija Lencjuková                |
| 2016 | Amsterdam | Christina Schwanitzová           | 20,17                            | Anita Mártonová                  | Emel Dereli                      |
| 2018 | Berlín    | Paulina Gubaová                  | 19,33                            | Christina Schwanitzová           | Aljona Dubická                   |
| 2020 | Paříž     | zrušeno kvůli pandemii covidu-19 | zrušeno kvůli pandemii covidu-19 | zrušeno kvůli pandemii covidu-19 | zrušeno kvůli pandemii covidu-19 |
| 2022 | Mnichov   | Jessica Schilderová              | 20,24                            | Auriol Dongmová                  | Jorinde van Klinkenová           |
| 2024 | Řím       | Jessica Schilderová              | 18,77                            | Jorinde van Klinkenová           | Yemisi Ogunleye                  |